# Red Bulls Salute
Das Red Bulls Salute (bis 2006 Red Bulls Face-Off) ist ein international besetztes Eishockey-Turnier für Klubmannschaften, das ab 2005 vom EC Red Bull Salzburg veranstaltet und in der Eisarena Salzburg ausgetragen wurde. Von 2010 bis 2013 diente es als Finalturnier der European Trophy. Nach vierjähriger Pause wurde es 2017 erstmals wieder in Garmisch-Partenkirchen ausgetragen.

## Geschichte
Erstmals fand das Einladungsturnier unter dem damaligen Namen Red Bulls Face-Off im Jahr 2005 am Anfang des Monats September statt. Das Ziel ist, den Fans bereits vor Saisonbeginn hochklassiges, internationales Eishockey zu bieten. Neben den Salzburger Gastgebern nahmen mit dem ERC Ingolstadt aus der DEL, Södertälje SK aus der schwedischen Elitserien und dem HC České Budějovice aus der tschechischen Extraliga drei Erstligisten aus den besten Ligen Europas teil. Aus diesen vier Mannschaften, die im K.O.-System in insgesamt vier Partien gegeneinander antraten, ging der ERC Ingolstadt als erstmaliger Turniersieger hervor.
Um das Turnier im österreichischen und auch europäischen Eishockey-Terminkalender weiter zu etablieren, nahmen im September 2006 insgesamt sechs Mannschaften am Turnier teil. Diese waren, neben dem EC Red Bull Salzburg, der Titelverteidiger ERC Ingolstadt, die ZSC Lions aus der Schweizer Nationalliga A, der HC Sparta Prag aus der tschechischen Extraliga, Jokerit Helsinki aus der finnischen SM-liiga und Skellefteå AIK aus der schwedischen Elitserien, womit man ein breitgefächertes Teilnehmerfeld präsentieren konnte. Im Gegensatz zum Vorjahr wurde das Turnier über drei Tage ausgetragen und es fanden neun Partien statt. An den ersten beiden Tagen spielten die sechs Teams in einer Art Qualifikation die Plätze aus. Am letzten Turniertag standen sich dann die beste und die zweitbeste Mannschaft der vorangegangenen Tage im Finale gegenüber. Ebenso traf der Drittplatzierte auf den Vierten und der Fünfte auf den Sechsten. Im Finale setzten sich die ZSC Lions gegen Ingolstadt durch und lösten diese als Turniersieger ab.
Für das Jahr 2007 verlegte der Veranstalter das Turnier von Anfang auf Ende September und begrenzte die Teilnehmerzahl wieder auf vier Mannschaften, die im K.-o.-System gegeneinander antraten, da man mit den Los Angeles Kings ein namhaftes Team der nordamerikanischen National Hockey League erstmals in Salzburg begrüßen konnte. Diese befanden sich in der Saisonvorbereitung auf den im britischen London stattfindenden Saisonauftakt der NHL-Saison gegen den amtierenden Stanley-Cup-Sieger Anaheim Ducks. Als weitere Klubs nahmen Färjestad BK aus der schwedischen Elitserien und der HC Davos aus der Schweizer Nationalliga A am Turnier teil. Im Finale setzte sich der Favorit aus Los Angeles gegen Färjestad durch.
Im Jahr 2008 fand das Turnier erstmals im späten August statt. Daran nahmen sechs Mannschaften teil, die in zwei Gruppen à drei Teams unterteilt waren. Neben dem Gastgeber aus Salzburg, den ZSC Lions und dem HC Sparta Prag gingen die Kölner Haie, der HC Slovan Bratislava sowie mit dem SKA Sankt Petersburg zum ersten Mal ein russisches Team aufs Eis. Nach den sechs Vorrundenpartien setzten sich als Gruppensieger die ZSC Lions und der HC Sparta Prag durch. Das Prager Team entschied das Finale schließlich knapp zu seinen Gunsten. Im Spiel um Platz 3 setzte sich Sankt Petersburg gegen Bratislava durch, während Köln nach einem Sieg über die Gastgeber das Turnier mit dem fünften Platz abschloss.

Logo der European Trophy

2009 veranstaltete der EC Red Bull Salzburg vom 27. bis 30. August das Turnier zum fünften Mal. Mit dem HK ZSKA Moskau aus Russland, den Espoo Blues aus Finnland und den Adler Mannheim aus Deutschland waren drei Vereine zum ersten Mal zu Gast in der Mozartstadt. Die ZSC Lions aus der Schweiz, ihres Zeichens Gewinner der Champions Hockey League, nahmen zum dritten Mal teil. Mit dem HC Sparta Prag aus Tschechien erhielt auch der Titelverteidiger eine Einladung. Die sechs Teams spielten zunächst eine Vorrunde in zwei Gruppen à drei Teams. Die beiden Erstplatzierten, Gastgeber Salzburg und Titelverteidiger Prag, ermittelten am Schlusstag dann den Turniersieger. Durch einen 3:2-Sieg im Penaltyschießen sicherte sich Salzburg nach fünf Jahren erstmals den Titel beim eigens veranstalteten Turnier.
Für das Jahr 2010 erhielt das Turnier schließlich eine Aufwertung und verwarf den Status als reines Einladungsturnier. Durch die Aufnahme in die neu geschaffene European Trophy (ehemals Nordic Trophy) stellt das Turnier die Finalrunde der acht besten Mannschaften des Wettbewerbs dar. Im Zuge dieser Neuerung wurde das Turnier 2010 erstmals an zwei Austragungsstätten abgehalten. Neben dem Salzburger Volksgarten wurde auch in der Eishalle von Zell am See gespielt. Auch im Jahr 2011 wurde das Turnier als Finalrunde der European Trophy ausgetragen. Von 16. bis 18. Dezember fand das Turnier an den Spielorten in Salzburg und Wien statt.
2013 wurde das Turnier vorerst zum letzten Mal ausgetragen und wich der neu gegründeten Champions Hockey League. 2017 wurde das Turnier jedoch reaktiviert und in Garmisch-Partenkirchen mit insgesamt vier Teilnehmern ausgetragen.

## Siegerliste
| - 2005 ERC Ingolstadt - 2006 ZSC Lions - 2007 Los Angeles Kings - 2008 HC Sparta Prag - 2009 EC Red Bull Salzburg | - 2010 Eisbären Berlin - 2011 EC Red Bull Salzburg - 2012 Luleå HF - 2013 JYP Jyväskylä | - 2017 EHC Red Bull München - 2018 SC Bern - 2019 EHC Red Bull München - 2020 EC KAC |

## Bisherige Teilnehmer am Einladungsturnier
Zwischen 2005 und 2009 sowie seit der Wiedereinführung des Einladungsturniers im Jahr 2017 nahmen folgende Mannschaften daran teil:
| Deutschland (Deutsche Eishockey Liga) - Eisbären Berlin - ERC Ingolstadt - Kölner Haie - Adler Mannheim - EHC Red Bull München Finnland (SM-liiga/Liiga) - Espoo Blues - Jokerit Helsinki - Kärpät Oulu - TPS Turku Nordamerika (National Hockey League) - Los Angeles Kings | Österreich (Erste Bank Eishockeyliga) - EC Red Bull Salzburg Russland (Kontinentale Hockey-Liga) - HK ZSKA Moskau - SKA Sankt Petersburg Schweden (Elitserien/Svenska Hockeyligan) - Färjestad BK - Frölunda HC Göteborg - HV71 - Linköpings HC - Luleå HF - Skellefteå AIK - Södertälje SK | Schweiz (National League A/National League) - SC Bern - HC Davos - ZSC Lions Slowakei (Slovnaft Extraliga) - HC Slovan Bratislava Tschechien (O₂ Extraliga) - HC České Budějovice - HC Pardubice - HC Plzeň 1929 - HC Sparta Prag |